# Érpatak
Érpatak là một thị trấn thuộc hạt Szabolcs-Szatmár-Bereg, Hungary. Thị trấn này có diện tích 31,33 km², dân số năm 2010 là 1734 người, mật độ 55 người/km².